# Microsoft Combat Flight Simulator
Microsoft Combat Flight Simulator, abreviado en ocasiones simplemente como CFS, es una serie de simuladores de vuelo de combate principalmente ambientada en la Segunda Guerra Mundial y creada por Microsoft Game Studios.
Inspirada en el primer simulador de vuelo civil de Microsoft (Microsoft Flight Simulator), la serie consta hasta la fecha de tres ediciones estando cada una de ellas ambientada en un teatro de operaciones de la Segunda Guerra Mundial: la primera en Europa, la segunda en el Pacífico y la tercera ambientada de nuevo en Europa (en el noroeste y en 1943):
- Combat Flight Simulator (WWII Europe Series):

La primera versión del simulador de combate aéreo nacida en 1998 y ambientada en el teatro europeo (frente occidental).
- Combat Flight Simulator 2 (La Segunda Guerra Mundial en el Pacífico):

Nacida dos años más tarde, en el 2000 y basada en el teatro del Pacífico, esta versión incorporaba nuevas funcionalidades, como el Editor de Misiones, mejoras pero sobre todo un modelo de vuelo bastante mejorado respecto a su antecesor.
- Combat Flight Simulator 3:

Los desarrolladores de Microsoft Games cambian la línea de desarrollo del modelo de vuelo basado en Flight Simulator para sacar un simulador mucho más real y que poco tenía que ver con sus antecesores, es un punto de inflexión en la serie.
Además, de nuevo se traslada la acción a Europa, en concreto el noreste, y se centra en una campaña dinámica donde las acciones del jugador determinan realmente la historia.

## Simulación: Modelo de Vuelo
No obstante, la comunidad aérea virtual sigue considerando a la serie de simuladores IL-2 Sturmovik, nacida algo después de CFS2 (2001), como el mejor simulador de combate aéreo WWII de la Segunda Guerra Mundial en materia de simulación propiamente dicha, con un 9.1 de puntuación sobre 17 reviews frente al 8.3 de la mejor versión valorada de CFS -como suele ser abreviado-.